# Airbus Helicopters H125

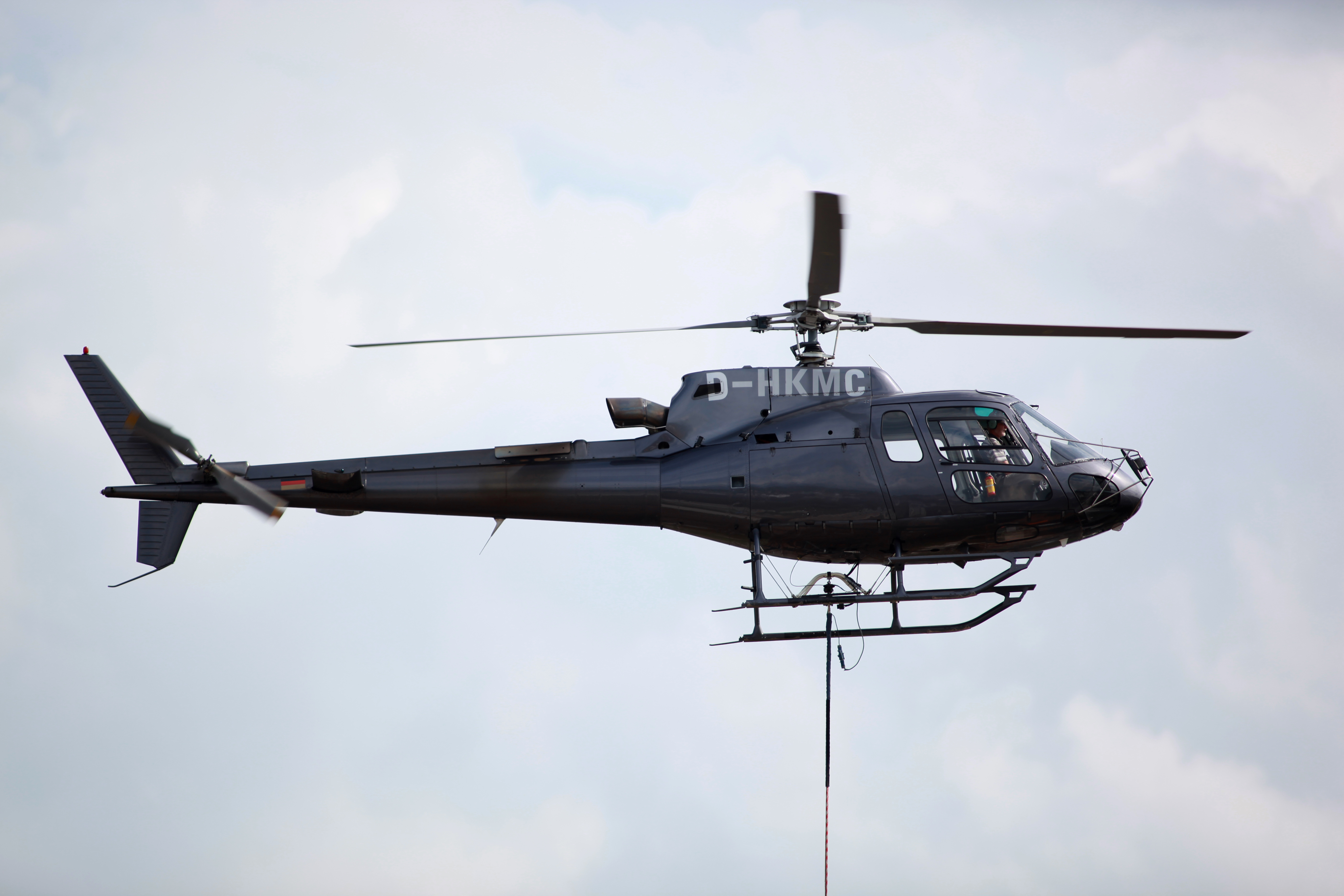
Der Typ AS 350 B3

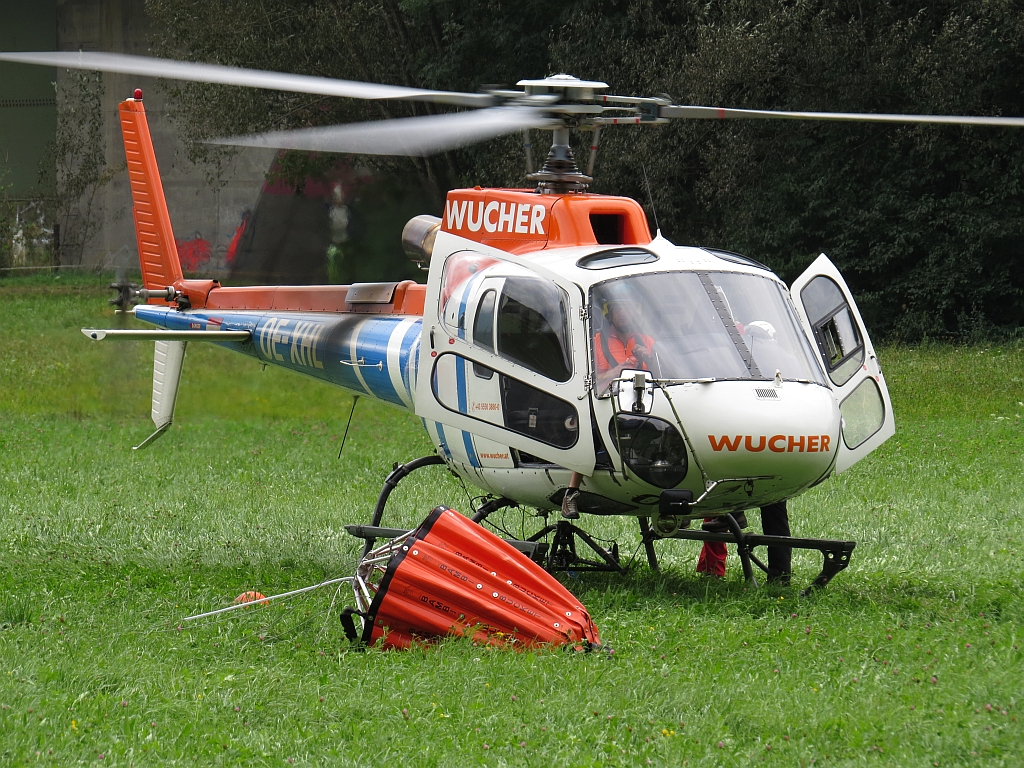
AS 350 B3 Écureuil mit Bambi Bucket

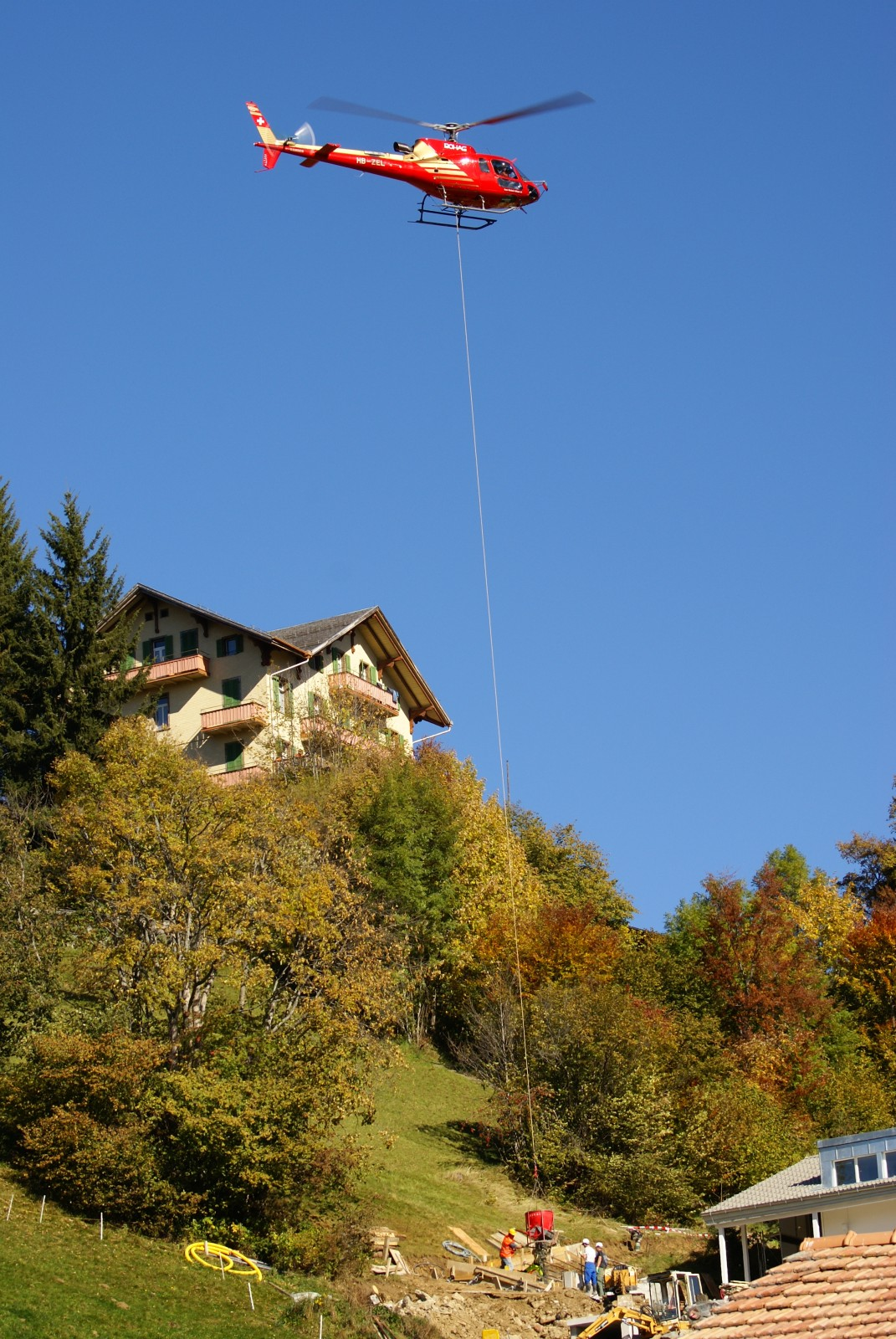
AS 350 mit Außenlast

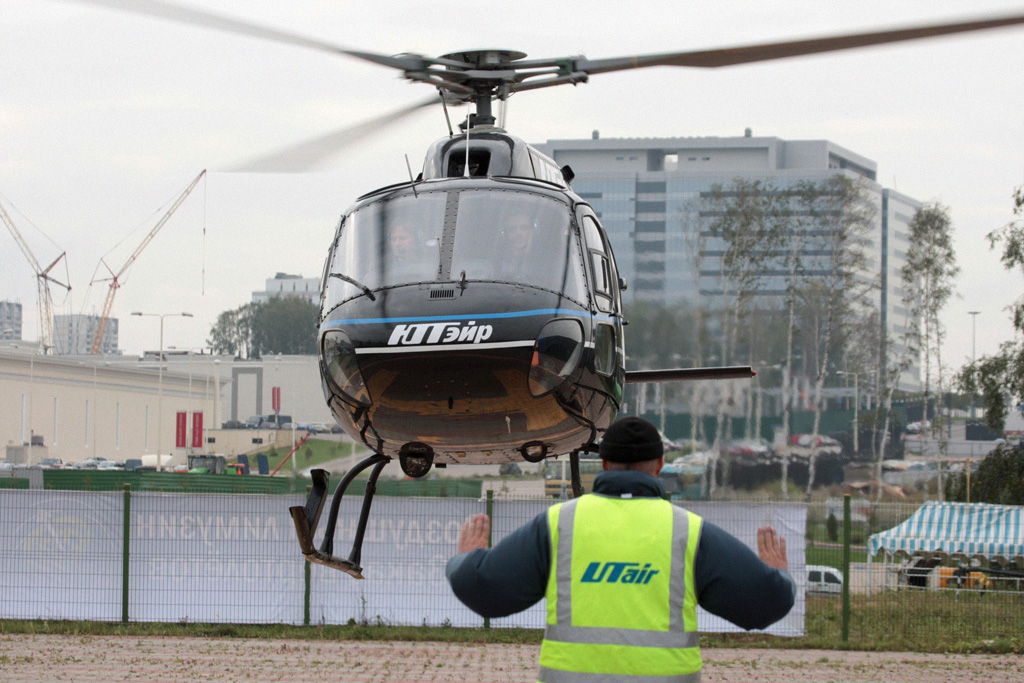
AS 355N (Moskau, 2008)

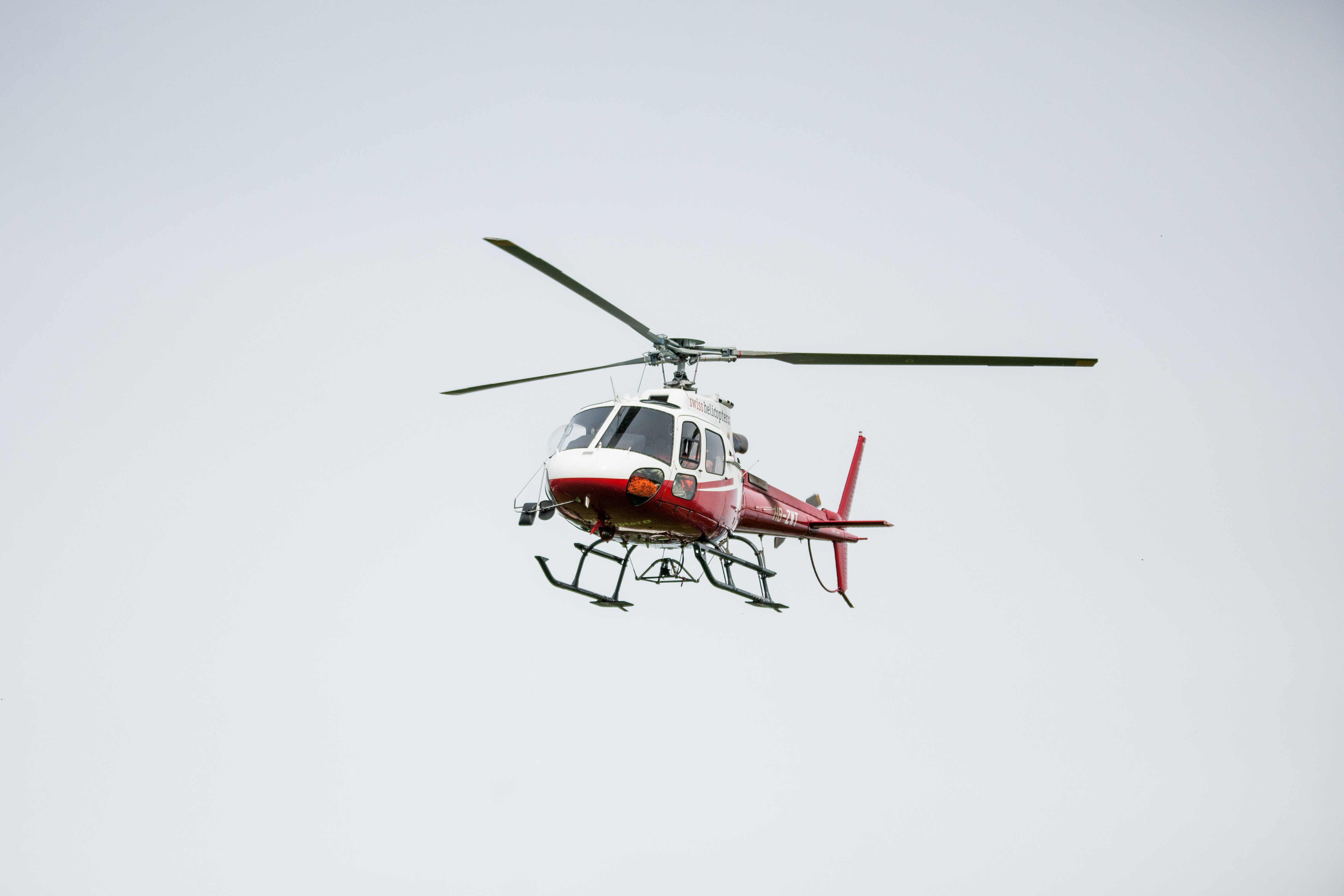
Ecureuil H125 von Swiss Helicopter

Die H125 Écureuil (französisch für Eichhörnchen; ehemals AS350), hergestellt von Airbus Helicopters (ehemals Aérospatiale bzw. Eurocopter) ist ein leichter Mehrzweckhubschrauber mit einem Triebwerk. Er war der erste Hubschraubertyp von Aérospatiale, der am Fließband hergestellt wurde. Außerdem wurde mit diesem Typ der sogenannte „Starflex“-Rotorkopf eingeführt, ein System, bei dem die Anzahl der beweglichen Teile ein Viertel derer bei herkömmlicher Bauweise betrug, was die Wartungsintervalle verlängerte und den Produktionsaufwand erheblich reduzierte.
Es existiert außerdem die zweimotorige Variante AS 355. Diese wird allerdings nicht mehr angeboten.

## Geschichte
Der erste Prototyp hob am 27. Juni 1974 ab, noch mit einer Lycoming-Turbine. Die Ausführung AS 350C mit der später auch in Serie verbauten Turboméca Arriel-Turbine hatte ihren Erstflug am 14. Februar 1975. Es folgten weitere zivile und militärische Versionen.
Am 27. September 1979 startete erstmals die AS 355E Écureuil 2 (oder Twinstar für den internationalen Markt). Dieses Modell war mit zwei Turbinen ausgestattet, was neben der höheren Leistung auch mehr Sicherheit bringen sollte. Die 350- und 355-Modelle wurden nun parallel weiterentwickelt: Auf die 350L folgte beispielsweise die 355M. Nach der Umfirmierung in Eurocopter wurde die Typbezeichnung zunächst übernommen. Später wurde aus der AS350 die leistungsfähigere EC130 abgeleitet. Die zweimotorige Variante wurde zugunsten der moderneren EC135 eingestellt.
Nach der erneuten Umfirmierung in Airbus Helicopters wurde die neue Typenbezeichnung H125 eingeführt.
Die Écureuil-Hubschrauberfamilie wird noch immer produziert und findet weltweit Abnehmer.
Der H125 war bis in die 2000er Jahre im deutschsprachigen Raum verbreitet als Rettungs- und Polizeihubschrauber im Einsatz, ist aber seither fast vollständig durch zweimotorige Nachfolgemodelle ersetzt. Für Transport- und Rundflüge wird dieser Hubschraubertyp weiterhin oft eingesetzt. Im Alpenraum stehen in Österreich und der Schweiz nach wie vor H125 als Rettungshubschrauber zur Verfügung, da diese in großen Höhen und unter widrigen Bedingungen aufgrund des geringeren Gewichts wendiger und sicherer sind als die sonst eingesetzten zweimotorigen Modelle. 2022 standen im Hochgebirge des Schweizer Kantons Wallis noch sechs H125 im Einsatz. In Österreich flogen 2022 noch sieben H125-Polizeihubschrauber für Such- und Bergeinsätze, die auch in der Bergrettung zum Einsatz kommen.

## Rekorde
- Am 25. März 2002 erreichte Frédéric North mit einer AS 350 12.954 m Höhe[5] und brach den knapp 30 Jahre alten Höhenrekord für Hubschrauber, aufgestellt von einer SA-315 Lama. Dieser Rekord wurde bisher (2012) nicht von der FAI anerkannt, sodass der alte Rekord von 1972 weiterhin bestehen bleibt.[6]
- Am 14. Mai 2005 landete Didier Delsalle mit einer AS 350 B3+ als erster Mensch auf dem Gipfel des Mount Everest (8848 m).[7][8]
- Am 29. April 2010 gelang Daniel Aufdenblatten (Pilot/Air Zermatt) und Richard Lehner (Bergretter/Alpin Center Zermatt) die Rettung von drei Alpinisten aus 7000 m Höhe im nepalesischen Annapurna-Gebiet mit einer AS350 B3. Hierbei handelte es sich um die höchstgelegene Bergrettung mit einem Hubschrauber.[9]

## Technische Daten

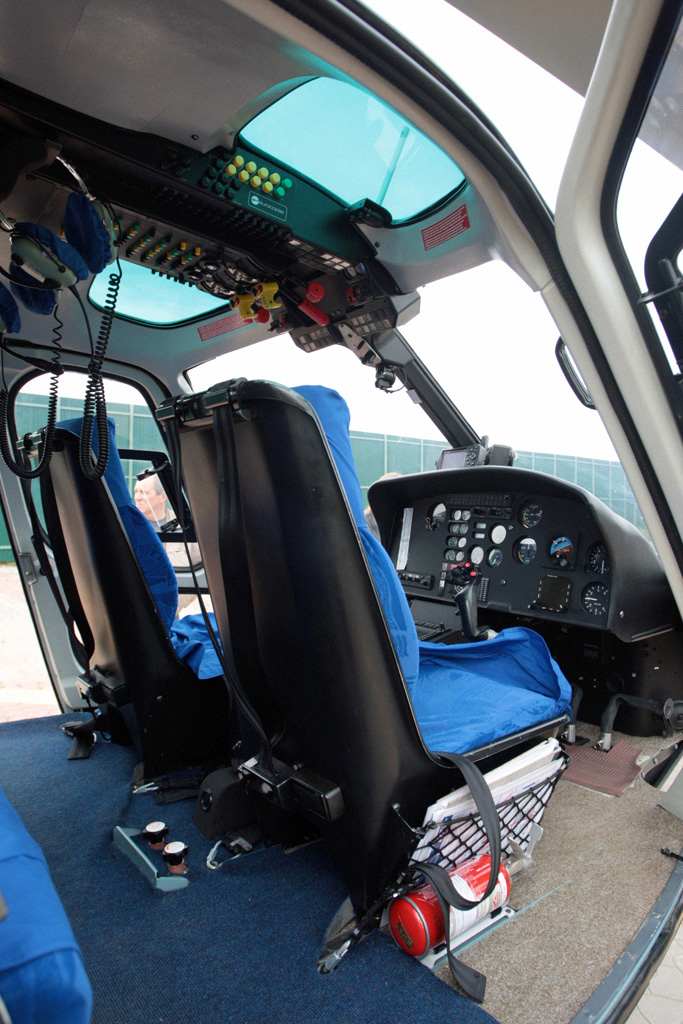
Cockpit einer AS 355N (Moskau, 2008)

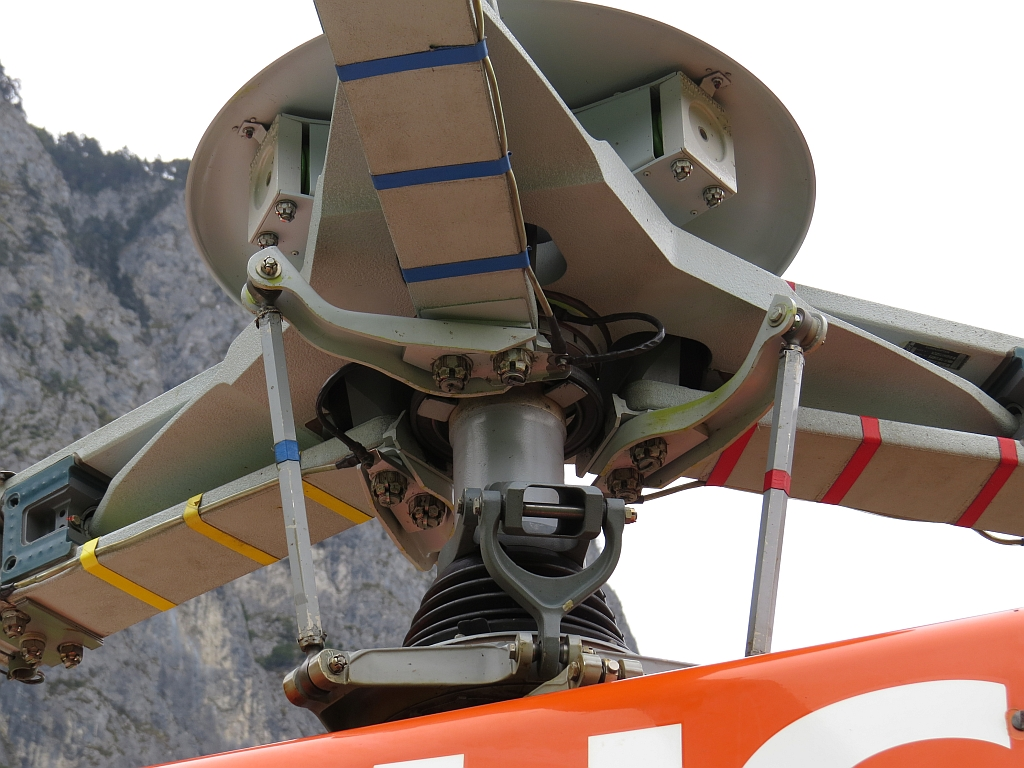
Rotorkopf AS 350 B3

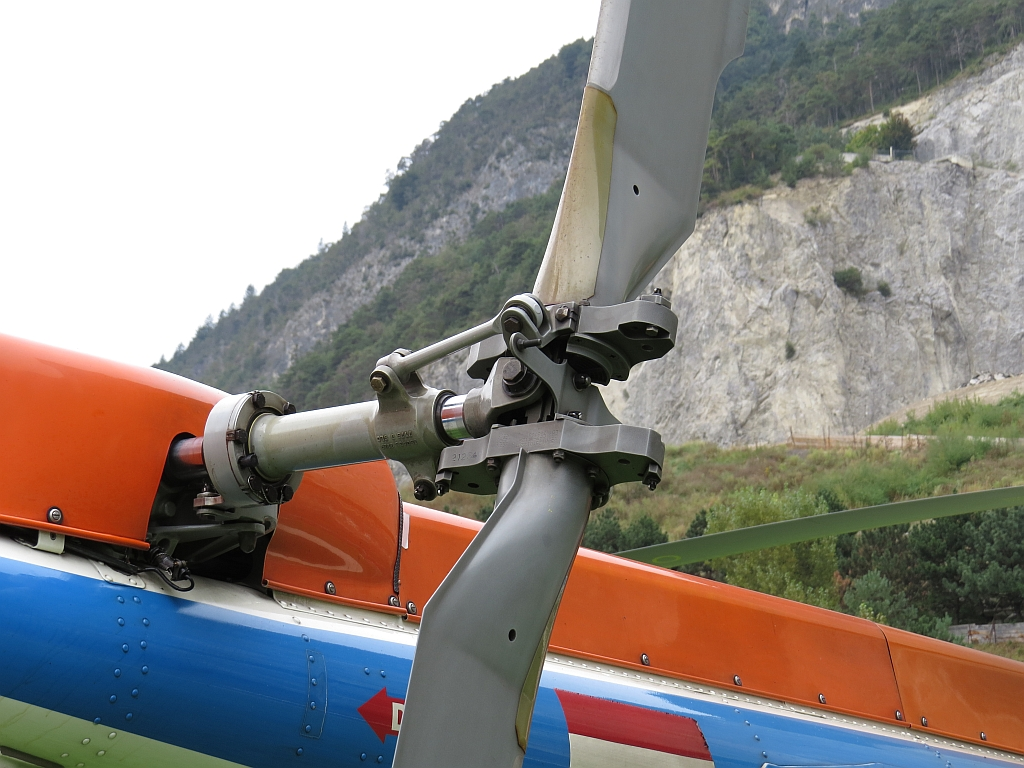
Heckrotor AS 350 B3

| Kenngröße                            | Daten                                                 |
| ------------------------------------ | ----------------------------------------------------- |
| Besatzung                            | 1                                                     |
| Passagiere                           | 4–6 (je nach Ausstattung)                             |
| Rotordurchmesser                     | 10,69 m                                               |
| Rumpflänge                           | 10,93 m                                               |
| Länge über alles                     | 12,94 m                                               |
| Höhe                                 | 3,34 m                                                |
| min. Leermasse                       | 1.274 kg                                              |
| max. Abflugmasse                     | 2.250 kg                                              |
| max. Abflugmasse (mit Außenbeladung) | 2.800 kg                                              |
| max. Kraftstoff                      | 426 kg                                                |
| Höchstgeschwindigkeit                | 287 km/h                                              |
| Reisegeschwindigkeit                 | 235 km/h (normal), 260 km/h (schnell)                 |
| Schwebeflughöhe mit Bodeneffekt      | >7000 m                                               |
| Dienstgipfelhöhe                     | 7010 m                                                |
| Reichweite                           | 630 km (normale Reisege- schwindigkeit, ohne Reserve) |
| Triebwerk                            | eine Turbomeca Arrius-2D-Turbine                      |
| Startleistung                        | 632 kW                                                |
| Dauerleistung                        | 543 kW                                                |

## Militärische Varianten

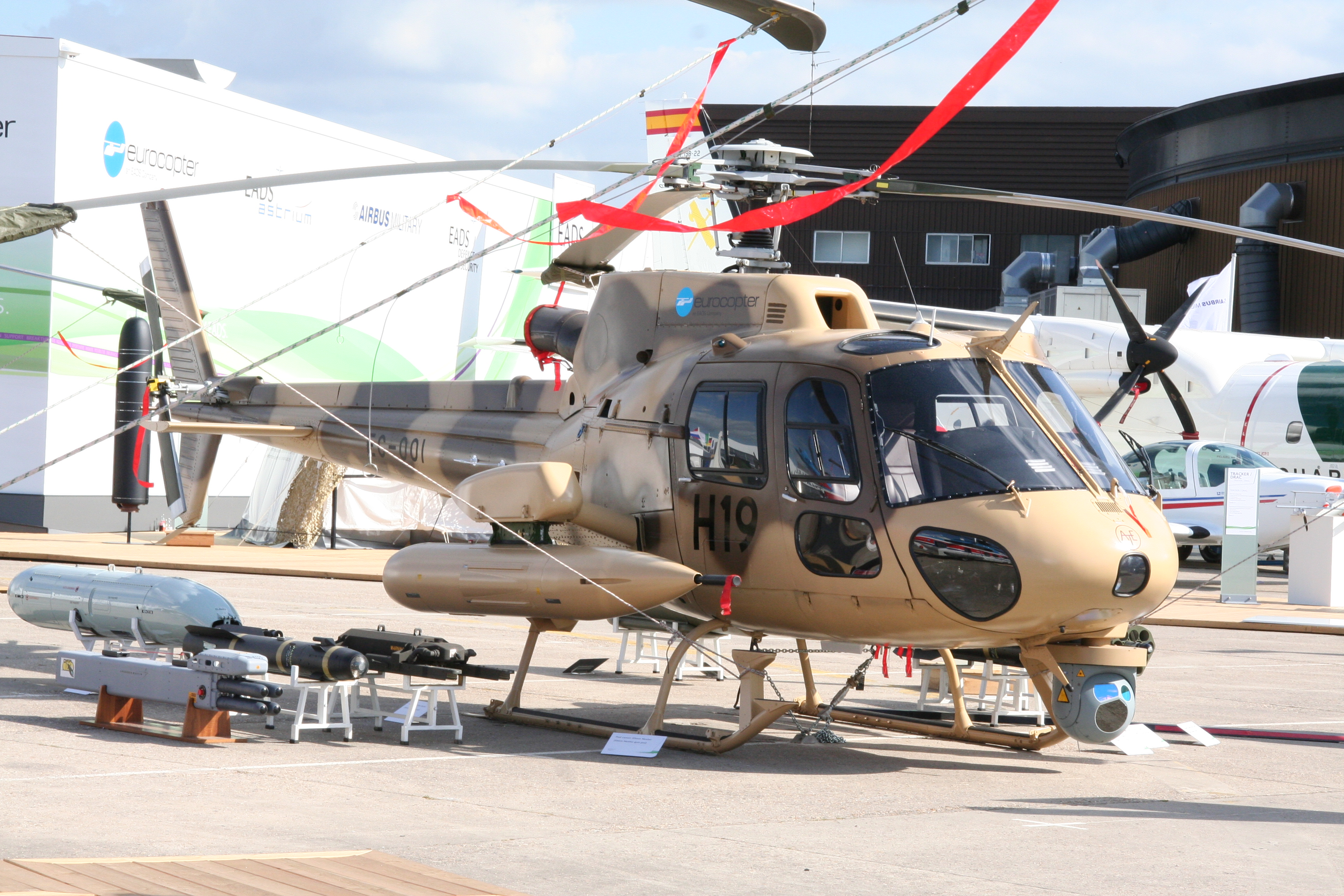
AS 550 auf der Pariser Luftfahrtschau

Die H125M Fennec (französisch für Wüstenfuchs; ehemals AS 550) ist die militärische Version der H125. Die zweimotorige militärische Version heißt AS 555 Fennec, wird aber nicht mehr angeboten.

### Bewaffnung

#### Zuladung
- bis zu 400 kg an zwei Außenlastengestellen

#### Luft-Boden-Lenkflugkörper
- 2 × ESCO HeliTOW (für je 2 × Raytheon BGM-71A TOW) – optisch via Draht gesteuerter Panzerabwehr-Lenkflugkörper
- 2 × Werfergestelle M299 mit je 2 × Boeing Corp/Martin Marietta AGM-114 „Hellfire“ – lasergesteuerte Panzerabwehrlenkwaffen

#### Ungelenkte Luft-Boden-Raketen
- 2 × Raketen-Startbehälter TBA 68-12 für je 12 × ungelenkte SNEB-Luft-Boden-Raketen; Kaliber 68 mm
- 2 × Raketen-Startbehälter FZ233 Forges de Zeebrugge für je 7 × ungelenkte FFAR-Luft-Boden-Raketen; Kaliber 70 mm / 2,75 inch

#### Externe Behälter
- 2 × Maschinenkanonenbehälter Nexter (GIAT) POD NC 621 mit je einer 20-mm-Maschinenkanone M621 und je 180 Schuss Munition
- 2 × FN-Herstal-ETNA-TMP-5-MG-Behälter (mit je 2 × 7,62-mm-Maschinengewehren FN MAG 58P und je 500 Schuss Munition)